# Петър Илиев (генерал-лейтенант)
 Тази статия е за политическия офицер.  За участника в преврата от 9 септември вижте Петър Илиев.  
Петър Атанасов Илиев е български политически офицер, генерал-лейтенант.

## Биография
Роден е на 25 март 1933 г. във видинското село Извор. Командир на взвод в девета танкова бригада в Горна баня. Бил е началник на политическия отдел на първа армия. След това е началник на политически отдел на Командването на Сухопътните войски. По-късно е заместник-началник на Главното политическо управление на БНА и началник на организационния отдел на армията. В средата на 80-те години е председател на УС на ПФК ЦСКА (София) на обществени начала и заместник-началник на политическия отдел на Военноморския флот. Води отбора на ЦСКА в първия мач срещу Барселона за КНК през 1989 г. Бил е заместник-председател на Националния комитет за европейска сигурност и сътрудничество. В края на 80-те години е военно аташе в Москва. През 2009 г. е кандидат-депутат от коалиция „За родината“ във Враца. През 2014 г. се присъединява към партията България без цензура. Председател на НСКЗВ „За честта на пагона до смъртта си. Умира на 27 ноември 2021 г. от коронавирусна болест. С решение на общинския съвет на гр. Димово улица в града е наречена на негово име „генерал Петър Илиев“ .